# Paiwan (pueblo)
Los paiwan (en chino tradicional, 排灣; pinyin, Páiwān; pe̍h-ōe-jī, Pâi-oan) son una tribu aborigen de Taiwán. Hablan el idioma Paiwan. En el año 2000, se contabilizaron unos 70.331 aborígenes paiwan, aproximadamente el 17.7% del total de la población indígena de Taiwán, lo que les convierte en el tercer grupo tribal más numeroso.
Las únicas ceremonias paiwan son la Masaru y la Maleveq. La Masaru celebra la cosecha de arroz, mientras que la Maleveq conmemora a sus ancestros y dioses.

## Historia

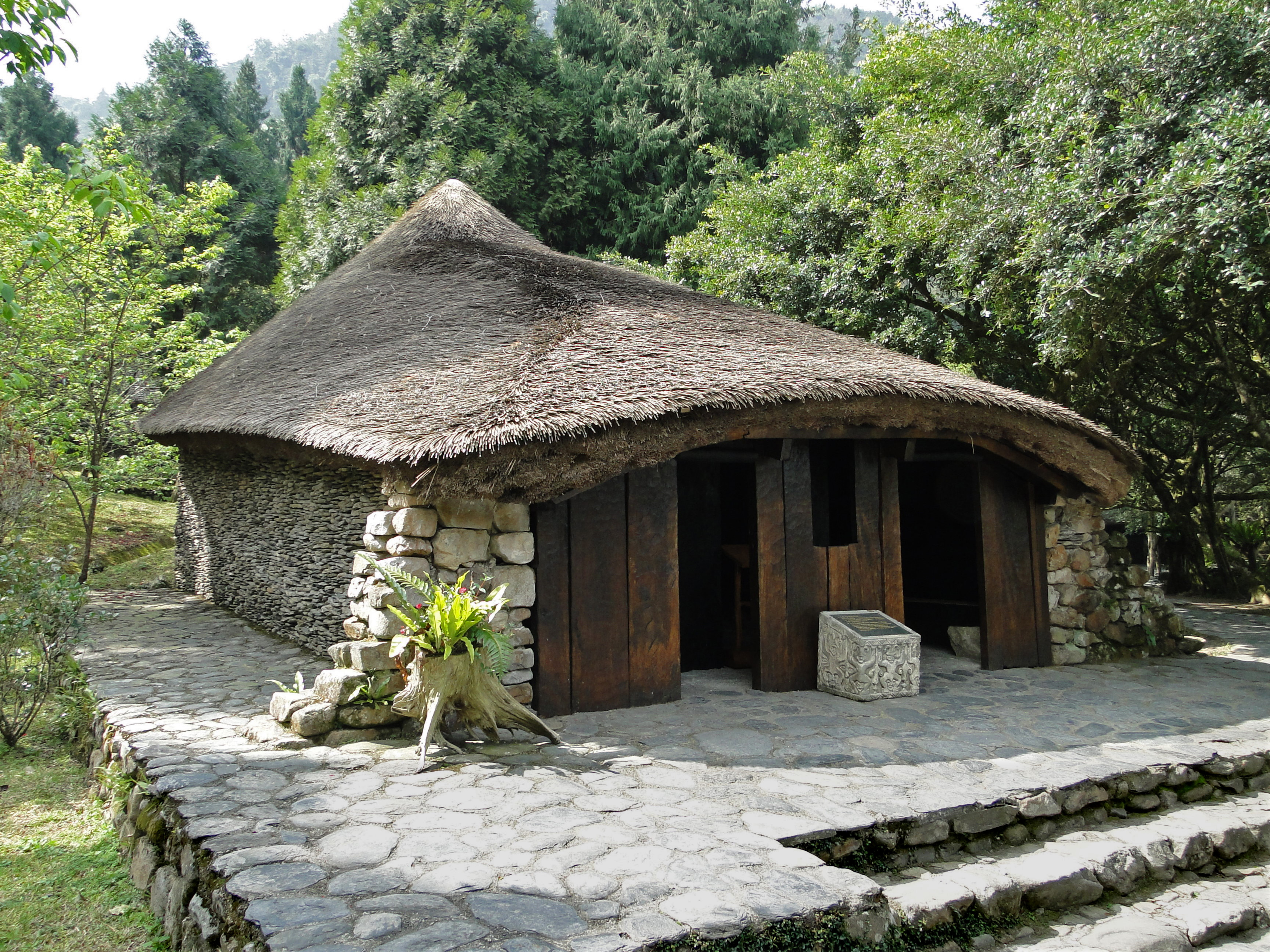
Casa familiar paiwan en el Pueblo Cultural Aborigen de Formosa.

Una de las figuras más importantes de la historia paiwan fue su jefe supremo Toketok (卓其督; 1817-1874), que logró unificar 18 tribus paiwan bajo su reinado, y que en 1867 firmó un acuerdo formal con líderes chinos y occidentales para garantizar la seguridad de los barcos extranjeros que arribasen en su territorio costero a cambio de la amnistía para los aborígenes paiwan que habían asesinado a la tripulación de la bricbarca Rover en marzo de 1867.
En el pasado, los paiwan contaban con una terrible reputación como cazadores de cabezas. Cuando los guerreros paiwan regresaban a la aldea tras una incursión, "las mujeres se reunían entorno al patio para dar la bienvenida a sus héroes y cantar canciones de triunfo. Las cabezas de sus enemigos eran colgadas de pilares de piedra, enfrente de los cuales se deposita vino y demás ofrendas. Comenzaba el rito del sacrificio, y las almas de los muertos eran consoladas por el chamán. Se cogía un mechón de pelo de cada cráneo, y se introducía solemnemente en una cesta, para usar posteriormente en adivinación."[cita requerida]
En 1871, un navío mercante de Okinawa naufragó en la costa sur de Taiwán, y su tripulación (54 marinos) fue decapitada por los aborígenes. Cuando Japón exigió compensaciones a la dinastía Qing, la corte rechazó la demanda japonesa argumentando que los "salvajes" aborígenes (Chino tradicional: 台灣生番; Chino simplificado: 台湾生番; pinyin: Táiwān shēngfān) estaban fuera de su jurisdicción. Esto fue percibido como renuncia de soberanía, lo que llevó a Japón a enviar una expedición en 1874.
Durante la guerra civil china, muchos hombres paiwan fueron alistados a la fuerza en el Ejército del Kuomintang. Cuando terminó el conflicto, algunos paiwan quedaron atrapados en China, formando sus propias comunidades.

## Costumbres
A diferencia de otras tribus de Taiwán, la sociedad de los paiwan está dividida en clases y cuenta con una aristocracia hereditaria. No se les está permitido casarse fuera de la tribu. El día del "Rito cada 5 años", todos los hombres paiwan que desean casarse tratan de cortar tantos árboles como les sea posible, ofreciendo la leña obtenida a las familias de las chicas con las que quieren contraer matrimonio.  

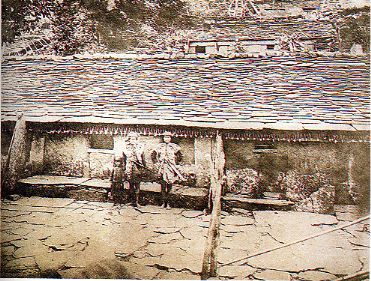
Casa paiwan de piedra, anterior a 1945

## Religión

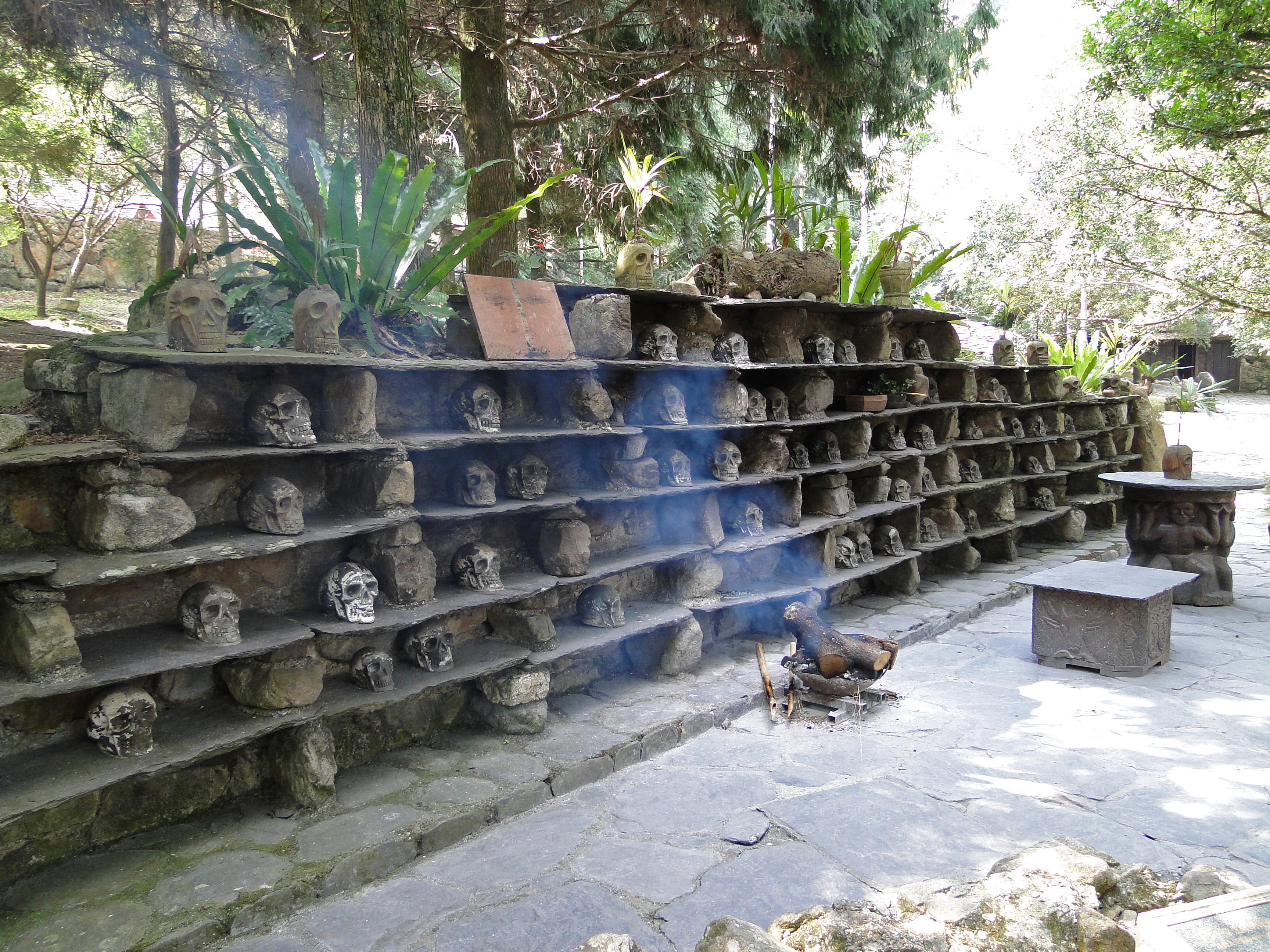
Representación de un altar ceremonial Paiwan de cráneos

Tradicionalmente, los Paiwan han sido politeístas. 
Sus esculturas talladas incluyen representaciones de cabezas humanas, serpientes, ciervos y diseños geométricos. En Taiwán, la rama Bataul de la tribu paiwan realiza un gran sacrificio cada cinco años (Malaveq), donde se invita a los espíritus de los ancestros a regresar para bendecirles. Djemuljat es una actividad de la Malaveq en la que los participantes clavan palos de bambú en balones de mimbre que simbolizan cabezas humanas.

## Brujería
La 'Brujería' es algo muy relacionado con la cultura paiwan. Tradicionalmente es algo que se hereda por consanguinidad. Sin embargo, un descenso del número de brujas paiwan ha hecho crecer los temores de que desaparezcan los rituales tradicionales, lo que ha llevado a la fundación de un colegio de brujería en el que los rituales tradicionales puedan perdurar y llegar a nuevas generaciones.

## Cristianismo
El cristianismo llegó al pueblo paiwan en el siglo XVII, cuando Taiwán fue ocupado por los holandeses. Más de 5000 aborígenes paiwan se convirtieron al cristianismo en tan solo diez años, pero todos ellos fueron masacrados en 1661 cuando Zhèng Chénggōng ocupó Taiwán. Los misioneros fueron asesinados o expulsados, y las iglesias destruidas. Aun así, miles de personas Paiwan se convirtieron al cristianismo a finales de los 40 y en los años 50, en algunos casos pueblos enteros. Hoy en día, la Iglesia Presbiteriana de Taiwán reúne más de 14.900 miembros, repartidos en 96 congregaciones. El Nuevo Testamento ha sido traducido al dialecto paiwan, pero no está disponible en China.